# Via metabolica del metileritritolo fosfato
La via metabolica del metileritritolo fosfato o via metabolica del 2-C-metil-D-eritritolo-4-fosfato/1-deossi-D-xilulosio-5-fosfato (MEP/DOXP pathway) o genericamente via metabolica del non-mevalonato, è una via metabolica che porta alla formazione di isopentenil pirofosfato (IPP) e dimetilallil pirofosfato (DMAPP), alternativa rispetto alla via metabolica dell'acido mevalonico.

## Diversità della biosintesi degli isoprenoidi
La via metabolica dell'acido mevalonico, nota anche come via metabolica del HMG-CoA reduttasi, è una via metabolica cellulare presente in tutti gli eucarioti superiori e in molti batteri. È importante per la produzione di IPP e DMAPP che servono come base per la biosintesi di molecole utilizzate in processi diversi come la prenilazione delle proteine, il mantenimento delle membrane cellulari, la biosintesi di ormoni, proteine di ancoraggio e N-glicosilazione.
In contrasto con la via classica del mevalonato di biosintesi degli isoprenoidi, piante e protozoi appartenenti al subphylum Apicomplexa come il parassita della malaria Plasmodium falciparum, hanno la capacità di produrre i loro isoprenoidi (terpenoidi) utilizzando una via alternativa, detta genericamente percorso del non-mevalonato, o via metabolica del metileritritolo fosfato che si svolge nei plastidi. Inoltre, la maggior parte dei batteri, compresi importanti patogeni quali Mycobacterium tuberculosis, possono sintetizzare IPP e DMAPP attraverso questa via metabolica alternativa.

## Reazioni
Le reazioni sono le seguenti:
| Substrati                          | Enzima                                                        | Prodotti                                                   |  |
| Piruvato e gliceraldeide 3-fosfato | DOXP sintasi (Dxs)                                            | 1-Deossi-D-xilulosio 5-fosfato (DOXP)                      |  |
| DOXP                               | DOXP reduttoisomerasi (Dxr, IspC)                             | 2-C-metileritritol 4-fosfato (MEP)                         |  |
| MEP                                | 4-difosfocitidil-2-C-metil-D-eritritol sintasi (YgbP, IspD)   | 4-difosfocitidil-2-C-metileritritolo (CDP-ME)              |  |
| CDP-ME                             | 4-difosfocitidil-2-C-metil-D-eritritol chinasi (YchB, IspE)   | 4-difosfocitidil-2-C-metil-D-eritritol 2-fosfato (CDP-MEP) |  |
| CDP-MEP                            | 2-C-metil-D-eritritol 2,4-ciclodifosfato sintasi (YgbB, IspF) | 2-C-metil-D-eritritol 2,4-ciclopirofosfato (MEcPP)         |  |
| MEcPP                              | HMB-PP sintasi (GcpE, IspG)                                   | (E)-4-idrossi-3-metil-but-2-enil pirofosfato (HMB-PP)      |  |
| HMB-PP                             | HMB-PP reduttasi (LytB, IspH)                                 | IPP e DMAPP                                                |  |

## Inibizione
La Fosmidomicina è un inibitore specifico della DOXP reduttoisomerasi, un enzima chiave di questa via metabolica, e pertanto rappresenta un potenziale farmaco antibiotico o antimalarico.